# Habenaria holubii
Habenaria holubii är en orkidéart som beskrevs av Robert Allen Rolfe. Habenaria holubii ingår i släktet Habenaria och familjen orkidéer. Inga underarter finns listade i Catalogue of Life.